# Чагорська сільська рада
Чаго́рська сільська́ ра́да — адміністративно-територіальна одиниця та орган місцевого самоврядування у Глибоцькому районі Чернівецької області. Адміністративний центр — село Чагор.

## Загальні відомості
- Населення ради: 4 264 особи (станом на 2001 рік)

## Населені пункти
Сільській раді підпорядковані населені пункти:
- с. Чагор

## Склад ради
Рада складається з 26 депутатів та голови.
- Голова ради: Коблюк Георгій Степанович
- Секретар ради: Загарюк Ілонна Дмитрівна

### Керівний склад попередніх скликань
| Прізвище, ім'я, по батькові | Основні відомості                                                 | Дата обрання | Дата звільнення |
| --------------------------- | ----------------------------------------------------------------- | ------------ | --------------- |
| Ткачук Вікторія Іванівна    | Сільський голова, 1957 року народження, освіта вища, позапартійна | 26.03.2006   | 31.10.2010      |
| Ткачук Вікторія Іванівна    | Сільський голова, 1957 року народження, освіта вища, позапартійна | 31.10.2010   |                 |

Примітка: таблиця складена за даними сайту Верховної Ради України

### Депутати
За результатами місцевих виборів 2010 року депутатами ради стали:

#### За суб'єктами висування
| Суб'єкт висування | Кількість обраних депутатів | %   |
| ----------------- | --------------------------- | --- |
| Самовисування     | 26                          | 100 |

#### За округами
| № округу | Прізвище, ім'я, по батькові   | Дата визнання обраним | Освіта  | Партійна приналежність | Відомості про обраного депутата              |
| -------- | ----------------------------- | --------------------- | ------- | ---------------------- | -------------------------------------------- |
| 1        | Карча Георгій Іванович        | 05.11.2010            | середня | позапартійний          | пенсіонер                                    |
| 2        | Михаїца Дмитро Іванович       | 05.11.2010            | середня | позапартійний          | приватний підприємець                        |
| 3        | Остапчук Василь Володимирович | 05.11.2010            | середня | позапартійний          | Чернівецький прикордонний загін              |
| 4        | Загарюк Ілонна Дмитрівна      | 05.11.2010            | вища    | позапартійна           | Чагорська сільська рада, секретар            |
| 5        | Придій Микола Степанович      | 05.11.2010            | середня | позапартійний          | пекарня                                      |
| 6        | Козачок Наталя Степанівна     | 05.11.2010            | вища    | позапартійна           | Чагорська школа, завуч                       |
| 7        | Михайлеску Сільвія Мірчівна   | 05.11.2010            | вища    | позапартійна           | Чагорська школа, вчитель                     |
| 8        | Лукащук Степан Георгійович    | 05.11.2010            | середня | позапартійний          | Чагорська сільська рада, землевпорядник      |
| 9        | Роман Георгій Ілліч           | 05.11.2010            | середня | позапартійний          | приватний підприємець                        |
| 10       | Головач Марія Лазарівна       | 05.11.2010            | середня | позапартійна           | Чагорська сільська рада, діловод             |
| 11       | Лопачук Микола Георгійович    | 05.11.2010            | середня | позапартійний          | приватний підприємець                        |
| 12       | Цілієвич Георгій Васильович   | 05.11.2010            | середня | позапартійний          | приватний підприємець                        |
| 13       | Теутуляк Дмитро Лазарович     | 05.11.2010            | вища    | позапартійний          | приватний підприємець                        |
| 14       | Придій Василь Тодорович       | 05.11.2010            | середня | позапартійний          | завод «Кварц», електрик                      |
| 15       | Мазурашу Михайло Георгійович  | 05.11.2010            | вища    | позапартійний          | приватний підприємець                        |
| 16       | Буряк Ілля Миронович          | 05.11.2010            | середня | позапартійний          | ВАТ «Укртелеком», начальник пожежної безпеки |
| 17       | Луцак Тодор Лазарович         | 05.11.2010            | середня | позапартійний          | приватний підприємець                        |
| 18       | Павлович Василь Георгійович   | 05.11.2010            | середня | позапартійний          | приватний підприємець                        |
| 19       | Косташ Михайло Васильович     | 05.11.2010            | вища    | позапартійний          | приватний підприємець                        |
| 20       | Хмара Сергій Іванович         | 05.11.2010            | вища    | позапартійний          | приватний підприємець                        |
| 21       | Чорней Віоріка Лазарівна      | 05.11.2010            | середня | позапартійна           | пенсіонер                                    |
| 22       | Данчук Василь Миколайович     | 05.11.2010            | середня | позапартійний          | пенсіонер                                    |
| 23       | Косташ Валентина Василівна    | 05.11.2010            | вища    | позапартійна           | Чагорська школа, вчитель                     |
| 24       | Семенюк Микола Степанович     | 05.11.2010            | вища    | позапартійний          | Чагорська школа, вчитель                     |
| 25       | Руснак Василь Костянтинович   | 05.11.2010            | середня | позапартійний          | тимчасово не працює                          |
| 26       | Данілейко Іван Драгушович     | 05.11.2010            | середня | позапартійний          | приватний підприємець                        |